# Flagge Maines

Flagge von Maine

Die Flagge des US-Bundesstaats Maine wurde im Jahr 1909 eingeführt.

## Gestaltung

Siegel Maines

Die Flagge zeigt das Siegel Maines auf blauem Feld. Blau ist die Farbe der Union.
Das Siegel zeigt einen Elch unter einer Kiefer sowie einen Bauern und einen Seemann, die die Arbeit repräsentieren, die die frühen Siedler verrichteten.
Der Baum steht für den in Maine betriebenen Schiffbau. Der Stern wies Maine als ehemals nördlichsten Bundesstaat aus. Schildhalter sind ein Farmer und ein Seemann.
Unter dem Stern steht das lateinische Motto des Bundesstaats: „Dirigo“ („Ich führe“).
Dieser Wappenspruch findet sich auch in der Handels- und Marineflagge von 1939 wieder.

Handels- und Marineflagge, 1939